# 願徳寺
座標: 北緯34度57分39.4秒 東経135度39分8.2秒 / 北緯34.960944度 東経135.652278度
願徳寺（がんとくじ）は、京都市西京区大原野南春日町にある天台宗の寺院。山号は仏華林山（ぶっかりんざん）。院号は宝菩提院（ほうぼだいいん）。本尊は如意輪観音。「京都で一番小さな拝観寺院」を名乗っている。

## 歴史
寺伝によれば持統天皇が夢で啓示を受け、薬師如来を本尊として天武天皇8年（679年）に現在の向日市寺戸町古城3-6（願徳寺宝菩提院跡）に創建されたという。一時衰退するが、東山三条の宝菩提院に住した忠快（平安時代後期の武士平教盛の子）がこの寺に入って中興したと伝えられる。台密の中心的な寺院として隆盛したが、応仁の乱などの兵火により一時焼失する。江戸時代に入って再興されるも往時の勢いはなく、近代に入ってさらに荒廃した。
1962年（昭和37年）には本尊の観音像などが「花の寺」として知られる勝持寺に一時的に移された。1973年（昭和48年）には勝持寺に隣接する現在地に移転し、更に1996年（平成8年）には本尊などが願徳寺に戻され、34年の年月をかけてようやく再興が完了した。向日市寺戸の旧寺地は住宅地となり、その一部である例慶公園に願徳寺があったことを記した説明板が設置されている。

## 境内
- 本堂 - 1973年（昭和48年）再建。
- 庫裏 - 1973年（昭和48年）再建。
- 庭園
- 山門 - 1973年（昭和48年）再建。

## 文化財

### 国宝
- 木造菩薩半跏像（伝如意輪観音）[2]

### 重要文化財
- 木造薬師如来立像[3]

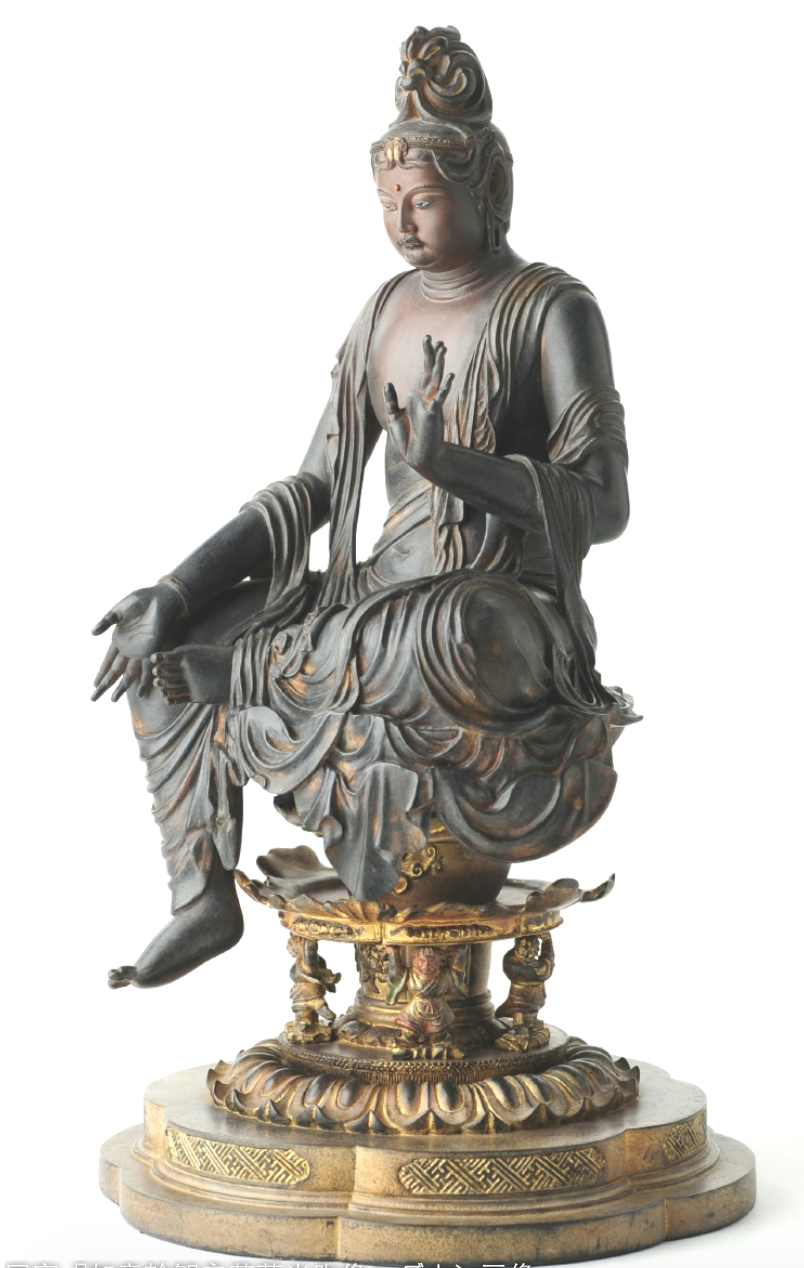
菩薩半跏像（伝 如意輪観音）
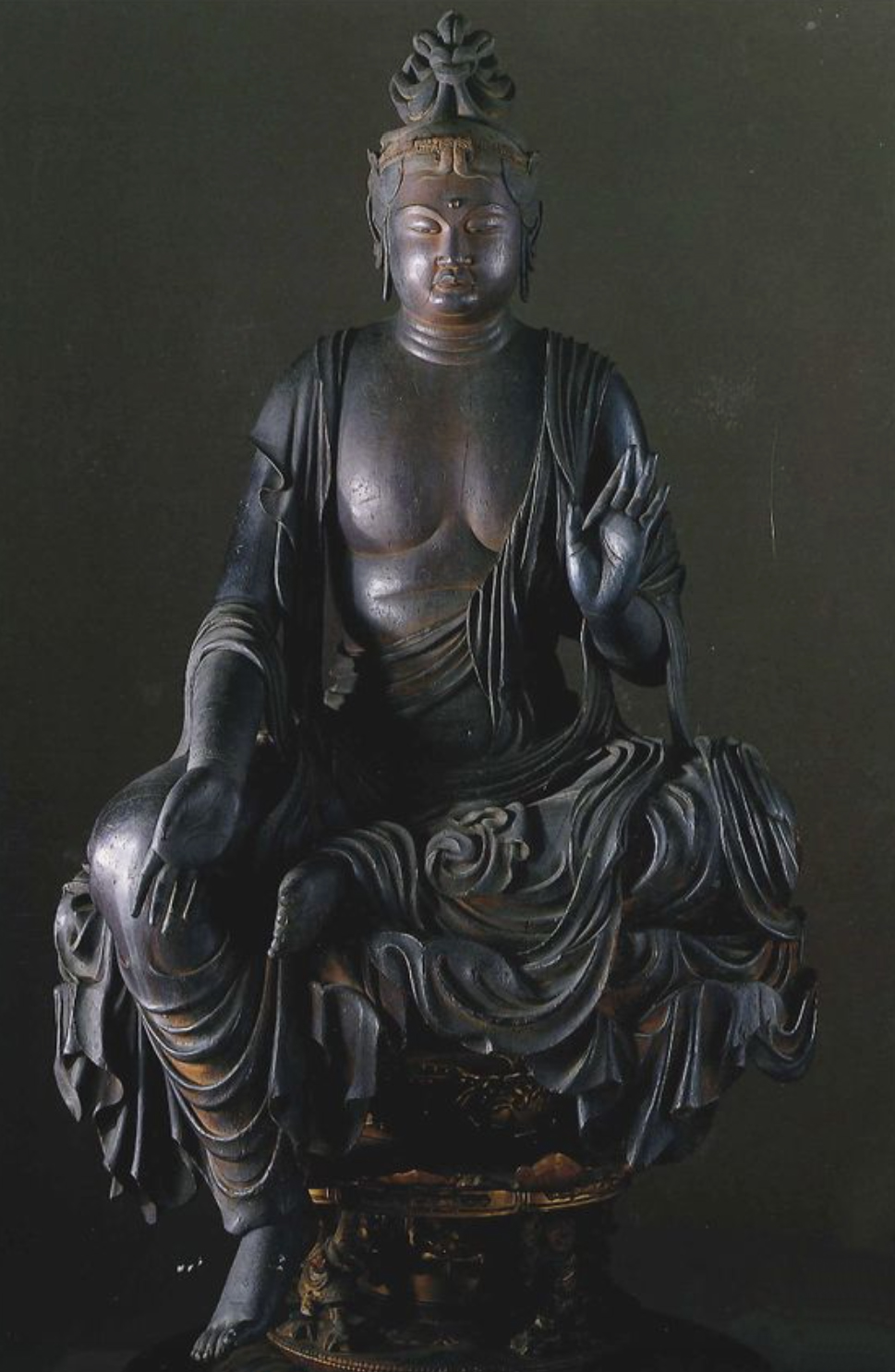
同左

## 前後の札所
京都洛西観音霊場
番外 正法寺　-　33 願徳寺